# Дрессер, Луиза
Луиза Дрессер (англ. Louise Dresser, 5 октября 1878 — 24 апреля 1965) — американская актриса.

## Биография
Луиза Джозефина Керлин (англ. Louise Josephine Kerlin) родилась в городе Эвансвилл в Индиане 5 октября 1878 года в семье Уильяма и Иды Керлин. Когда ей исполнилось 10 лет, семья перебралась в город Колумбус в Огайо. Вскоре в аварии на железной дороге погиб её отец, который был железнодорожным инженером, и Луиза осталась на попечении матери. В 16 лет она бросила учёбу и убежала из дома, с желанием начать карьеру в индустрии развлечений.
Первоначально она участвовала в водевилях и бродвейских постановках, а в 1922 году состоялся её кинодебют в фильме «Слава Клементины». В 1924 году у неё была первая главная роль в картине «Город, который никогда не спит».
Свой псевдоним Луиза взяла в честь её друга Пола Дрессера, популярного в начале XX века поэта-песенника, брата Теодора Драйзера. В 1928 году Луиза стала одной из первых трёх актрис, номинированных на премию «Оскар» за лучшую женскую роль в фильме «Корабль приплывает».
В 1934 году Дрессер исполнила роль императрицы Елизаветы Петровны в фильме «Распутная императрица». Последний раз на киноэкранах она появилась в 1937 году в роли Эллен Кларк в фильме «Девушка Салема». В 1957 году Луиза приняла участие в телевизионной программе Ральфа Эдвардса «Это твоя жизнь».
Дрессер дважды была замужем, но детей у неё не было. Её первым супругом был Джек Гарднер, который умер в 1951 году. Позже она вышла замуж за музыканта Джека Норворта, но их брак закончился разводом.
Луиза Дрессер умерла 24 апреля 1965 года после операции на кишечнике в Вудленд-Хиллз в возрасте 86 лет. Она похоронена в калифорнийском городе Глендейл. За свой вклад в кино Дрессер удостоена звезды на Голливудской «Аллее славы».